# Carex ceylanica
Carex ceylanica är en halvgräsart som beskrevs av Johann Otto Boeckeler. Carex ceylanica ingår i släktet starrar, och familjen halvgräs.
Artens utbredningsområde är Sri Lanka. Inga underarter finns listade i Catalogue of Life.